# Tonsille

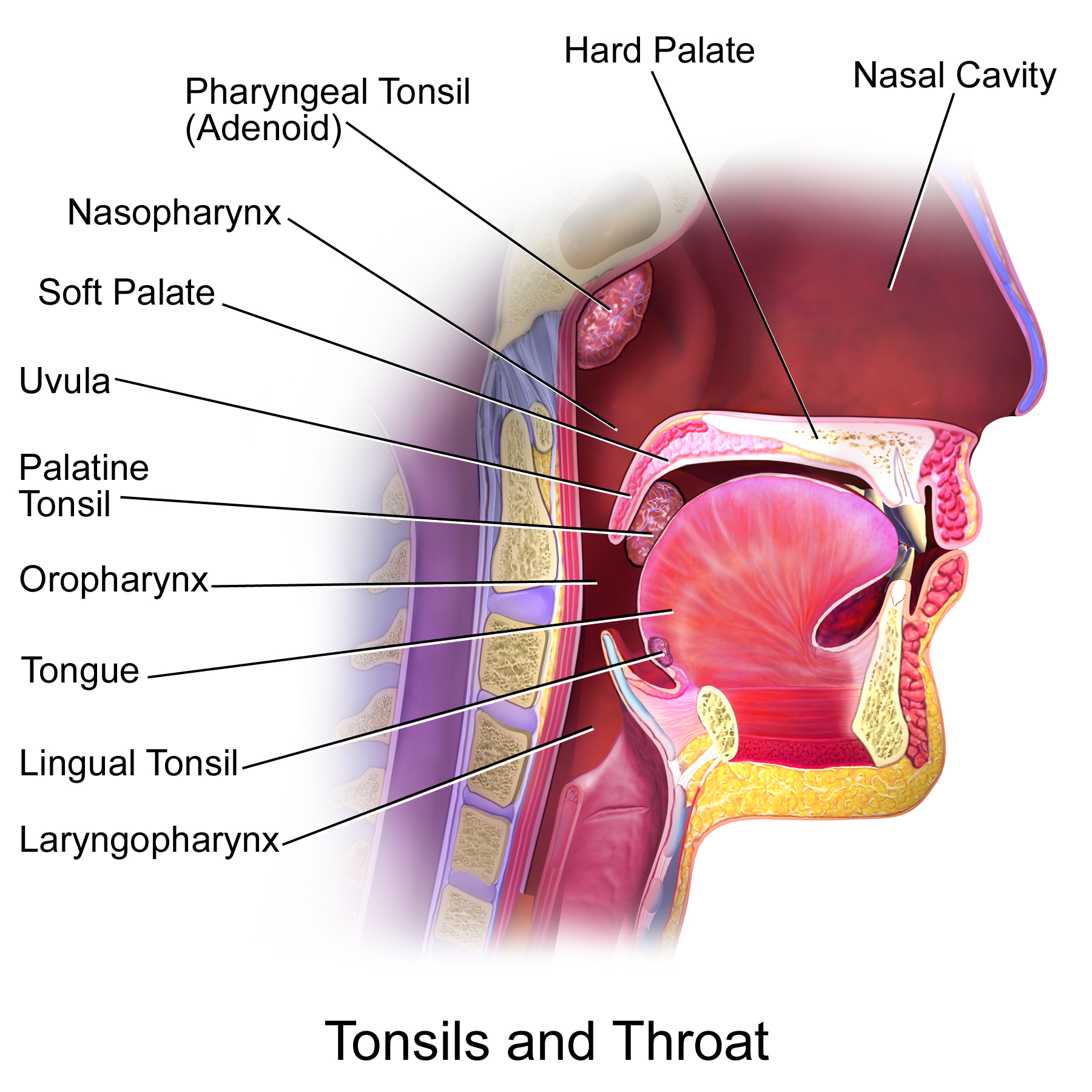
Mandeln und Rachen

Tonsillen bzw. Mandeln sind lymphatische Organe im Bereich von Mundhöhle und Rachen von Säugetieren.
Sie bilden in ihrer Gesamtheit den lymphatischen Rachenring. Wenn man von Mandeln spricht, meint man in der Regel die Gaumenmandeln (Tonsilla palatina), die am hinteren Ende des Gaumens zwischen den beiden Gaumenbögen (Arcus palatoglossus und Arcus palatopharyngeus) liegen.
Tonsillen sind die erste Station des Körpers, an der Bakterien lokalisiert werden, und funktionieren somit als Detektor schädlicher Organismen.

## Aufbau und Einteilung
Mandeln sind bindegewebig abgegrenzte Ansammlungen von Lymphknötchen (Lymphfollikel) direkt unter dem Epithel der Schleimhaut. Zur Vergrößerung der Oberfläche kann die Mandel einen Schleimhautwulst hervorwölben (Beetmandel), Mandeln ohne Reliefbildung auf der Schleimhaut bezeichnet man als Plattenmandeln. Häufig ist das lymphoretikuläre Gewebe um Grübchen (Fossulae tonsillares) und die von diesen in die (Gaumen-)Mandel eingesenkten Epitheltaschen, die sogenannten Krypten (Cryptae tonsillae), angeordnet (Grubenmandel), so dass die Mandeln ein zerklüftetes Oberflächenrelief aufweisen. Zumeist sind Mandeln von Spüldrüsen unterlagert.
Der Mensch wird mit vier Arten von Mandeln geboren: den Rachenmandeln (Tonsilla pharyngealis), zwei Tubenmandeln (Tonsilla tubaria), zwei Gaumenmandeln (Tonsilla palatina) und den Zungenmandeln (Tonsilla lingualis). Bei anderen Säugetieren gibt es zusätzlich noch die Kehldeckelmandel (Tonsilla paraepiglottica; fehlt neben dem Menschen auch bei Pferden, Hunden und Rindern) und die Gaumensegelmandel (Tonsilla veli palatini). Bei Vögeln gibt es eine Mandel im hinteren Speiseröhrenabschnitt, die Speiseröhrenmandel (Tonsilla oesophagealis), und eine am Blinddarm, die Tonsilla caecalis.

## Erkrankungen

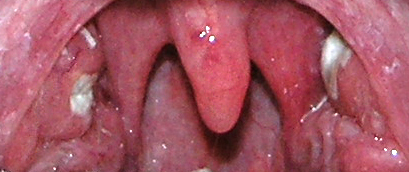
Beidseitige Tonsillitis

Aufgrund des direkten Nahrungskontakts und der zerklüfteten Oberfläche sind Entzündungen insbesondere der Gaumenmandeln (Tonsilla palatina) recht häufig (Tonsillitis). Sie verursachen Halsschmerzen und Fieber. In bestimmten Fällen kann eine Entfernung (Tonsillektomie) nötig sein.
Wucherungen (Hyperplasien) können alle Tonsillen betreffen. Bei der Rachenmandel werden sie als Adenoide („Polypen“) bezeichnet und werden meist operativ entfernt (Adenotomie).
Mandelsteine sind weißliche Bröckchen, die in den Tonsillen entstehen und in den Mundraum ausgestoßen werden können. Sie sind zwar nicht schädlich, können aber Ursache für Mundgeruch sein.